# 淮河能源
淮河能源（集团）股份有限公司（上交所：600575，英文：Huaihe Energy（Group） Co.,Ltd，简称淮河能源），是中国上海证券交易所的一家上市公司，主营业务包括铁路运输、煤炭贸易、火力发电及售电业务等。
公司原名芜湖港储运股份有限公司，成立于2000年11月，由原芜湖港口有限责任公司、芜湖长江大桥公路桥有限公司、芜湖经济技术开发区建设总公司、芜湖高新技术创业服务中心和中国芜湖外轮代理公司发起设立，2003年3月28日在挂牌上市。2014年8月20日公司名称由芜湖港储运股份有限公司变更为安徽皖江物流（集团）股份有限公司，2019年9月变更为现名。
2020年，公司实现营业收入129.21亿元，同比增长12.44%；实现净利润4.75亿元，同比下降45.98%。